# Plavanje v prsnem slogu
Plavanje v prsnem slogu je najpočasnejše med vsemi tekmovalnimi plavalnimi disciplinami, hkrati pa najbolj priljubljen slog rekreativnih plavalcev. Še posebej je priljubljena izpeljava tega sloga, pri kateri imamo glavo ves čas nad vodo, vendar je takrat hitrost plavanja še bistveno nižja. Delo nog pri prsnem plavanju je podobno kot pri plavanju žab, zato se je tega sloga tudi prijelo ime "žabica". Slog se skozi leta spreminja, v tekmovalnem plavanju se v zadnjem času uveljavlja ""novi prsni slog" - nova tehnika, pri katerem je gibanje telesa bolj valovito, telo pa je nad vodo v višjem položaju.